# Prîslip, Boureni
Prîslip (în ucraineană Присліп) este localitatea de reședință a comunei Prîslip din raionul Boureni, regiunea Transcarpatia, Ucraina.

## Demografie
Componența lingvistică a localității Prîslip
     Ucraineană (99,76%)
     Alte limbi (0,24%)
Conform recensământului din 2001, majoritatea populației localității Prîslip era vorbitoare de ucraineană (99,76%), existând în minoritate și vorbitori de alte limbi.